# Лајкуј ме милион пута
Лајкуј ме милион пута је српски кратки филм из 2019. године Бориса Малагурског о ријалити-телевизијским емисијама и вредности људског живота у онлајн заједници. Главне улоге глуме: Милош Биковић, Никола Којо и Маја Шуша. Приказан је 29. марта 2019. године на Мартовском фестивалу.

## Синопсис
Реч је о комедији о младом пару — Чарлију, монтажеру вести на приватној телевизији, и Дани, секретарици власника ТВ-а. Њихову причу пресреће ријалити идеја Слободана, власника телевизије за коју раде.
Слободану се жури да што пре крене ријалити јер дугује тајкуну — време истиче, а лош програм доноси брзу зараду. Чарли нерадо подржава Слободанову идеју, али га Слободан убеђује да је то оно што гледаоци желе. Иако је Слободан уверен да ће његова идеја донети потребан новац, тајкун губи стрпљење. Док Слободан излази из зграде ТВ-а, двојица маскираних људи га киднапују и одлазе комбијем. Тада се дешава преокрет.

## Улоге
| Глумац        | Улога    |
| ------------- | -------- |
| Милош Биковић | Чарли    |
| Никола Којо   | Слободан |
| Маја Шуша     | Дана     |

## Приказивање
Након премијере у Београду, приказан је 8. септембра 2019. године на Омладинском филмском фестивалу у Сарајеву.
Дана 20. априла 2020. године приказан је на YouTube каналу Малагурског.